# Ågrenska

Ågrenska, ursprungligen Ågrenska konvalescenthemmet, är ett nationellt kompetenscentrum för sällsynta hälsotillstånd/diagnoser och andra funktionsnedsättningar. Ågrenska ligger på Lilla Amundön utanför Askim, strax söder om Göteborg. Ågrenska är en idéburen verksamhet som bedrivs utan vinstintresse. Ågrenska arbetar utifrån ett helhetsperspektiv för barn, ungdomar och vuxna med funktionsnedsättning och deras närstående. Ågrenska har verksamhet på lokal, regional, nationell och internationell nivå.

## Historia

Liggveranda. Tidigt 1900-tal.

Grosshandlaren Axel H. Ågren i Göteborg och hans hustru Louise förvärvade år 1911 Lilla Amundön för 26 000 kronor, med syfte att uppföra ett konvalescenthem för sjuka barn. Arkitekt var Otto Dymling. Efter att ha uppfört en huvudbyggnad och en vaktmästarbostad donerades anläggningen till Göteborgs barnsjukhus. Familjen kom även att bygga upp Ågrenska stiftelsen vars ändamål bland annat var att stötta verksamheten ekonomiskt. Formell invigning skedde 26 maj 1914. Konvalescentvården inriktades först på vård av främst barn med TBC, därefter även för barn som insjuknat i engelska sjukan, diabetes och andra långvariga kroniska sjukdomar. Ågrenska användes även för vård av sjuka så kallade krigsbarn från Finland under andra världskriget.
Som en följd av att vårdmetoderna förändrades och väsentligt färre sjukdomsfall minskade behovet av långvariga vårdplatser för barn, och 1978 stängdes därför konvalescensverksamheten. Ågrenska användes istället som sommarvistelse för barn med sjukdomar eller funktionsnedsättningar.
1989 inleddes dagens verksamhet på platsen som en samverkan mellan Ågrenska stiftelsen, kommunal- och landstingsledd vård- och omsorgsverksamhet, handikapprörelsen och skol- och socialnämnden i Göteborg. Verksamheten har sedan starten stått under drottning Silvias beskydd. 2013 började Ågrenska driva Nationella funktionen sällsynta diagnoser (NFSD) på uppdrag av Socialstyrelsen. Ågrenska hade uppdraget under sju år . Uppdraget bestod i att samordna, koordinera och sprida information inom området sällsynta diagnoser. 
År 2015 bildades Sällsyntafonden. Målet med Sällsyntafonden är att främja forskning för att underlätta livet för personer med sällsynta diagnoser genom att utveckla bättre diagnostik, skräddarsydd behandling och ett åldersövergripande, holistiskt stöd. 2016 bildades NGO Committee for Rare Diseases. NGO-kommittén formades på initiativ av Ågrenska stiftelsens ordförande Anders Olauson tillsammans med Yann Le Cam, CEO på EURORDIS, i syfte att åstadkomma ett politiskt erkännande på global nivå av utmaningarna kopplade till sällsynta diagnoser. År 2020 började Ågrenska driva Informationscentrum för sällsynta hälsotillstånd, på uppdrag av Socialstyrelsen. Informationscentrum arbetar bl.a. med att, tillsammans med medicinska experter, ta fram nya och uppdatera texter som beskriver olika sällsynta hälsotillstånd. Texterna finns tillgängliga på Socialstyrelsens webbplats i kunskapsdatabasen om sällsynta hälsotillstånd.

## Bilder

Ågrenska exterior tidigt 1900-tal.
Sjuksköterskor och patienter tidigt 1900-tal
Barn i rullstol 1930-talet.